# Шайдаков, Максим Александрович
Максим Александрович Шайдаков — российский сноукайтер из Ярославля.
Тренируется чаще всего на озере Неро.
По профессии предприниматель.

## Достижения
- Чемпион Мира 2009 (Рига), впервые участвовал на таком соревновании, кайтингом занимался четвёртый год.[2][4]
- Победитель марафона «Жигулёвское море 2009» (Тольятти) в классе «лыжи» и во фристайле, и в гонках на скорость.[5]
- Победитель марафона «Осаповы горы» (Нижний Новгород).
- Чемпион России 2009 года, Победитель 75-го Праздника Севера (Мурманск).
- Установил мировой рекорд скорости на льду 66.6 миль в час. 2009 г.
- Победитель I этапа Кубка России «Ural Christmas 2010» (Екатеринбург) в курс-рейсе «лыжи».[6]
- Победитель соревнований «Монстры скорости» 2010, станица Благовещенская.
- Чемпион России «Blackseacup 2010» в курс рейсе на воде (Анапа).[7]
- Серебряный призёр Чемпионата Мира ISKA в Италии 2011, курс-рейс, лыжи.[8]
- Чемпион Мира 2011 г. в Финляндии.
- Победитель Открытого чемпионата России 2011 в курс-рейсе в классе лыжи.[9]
- Чемпион Мира 2014, Wissa-2014, Санкт-Петербург.[10]